# 驻云飞
驻雲飞，曲牌名，字数定格据《九宫大成谱》正格是四、七、五、五、一、五、四、四、五、七。末句可复唱，或加叠句。常用作小令，也用在套曲里。例如蒋世隆劝王瑞兰饮酒时所唱的《幽闺记·招商谐偶》。